# デフェンサ・イ・フスティシア
クルブ・ソシアル・イ・デポルティーボ・デフェンサ・イ・フスティシア(スペイン語: Club Social y Deportivo Defensa y Justicia) は、アルゼンチン・ブエノスアイレス州フロレンシオ・バレラを本拠地とするサッカークラブである。

## 概要
愛称の「Halcón」は、路線バスを運営する親会社の名前から来ている。低予算ながら、赤字を出さないよう堅実な運営がされている。

## 歴史
1935年3月20日に地元の有志たちにより設立された。なおチーム名の由来は不明である。
初の公式戦が開催されたのはクラブ設立から40年以上たった1978年のことで、この年からプリメーラDに参戦した。
1982年、チームはプリメーラDで優勝し、プリメーラCに昇格した。さらにその3年後にはプリメーラBに昇格。1986年にはプリメーラBナシオナルに昇格した。 2014年にトップディビジョンであるプリメーラ・ディビシオンに昇格。2016年以降は、常に10位以内に入る活躍をしている。
2021年1月23日、2020年のコパ・スダメリカーナで初優勝を果たした。デフェンサにとってこれが初の国際タイトルとなった。

## タイトル

### 国内タイトル
- プリメーラB・メトロポリターナ： 1996–97, 2013–14
- プリメーラC・メトロポリターナ：1985
- プリメーラD・メトロポリターナ：1982

### 国際タイトル
- コパ・スダメリカーナ：2020
- レコパ・スダメリカーナ：2021

## 現所属メンバー
2022年9月11日 現在
注：選手の国籍表記はFIFAの定めた代表資格ルールに基づく。
| No. | Pos. |              | 選手名                     |
| --- | ---- | ------------ | -------------------------- |
| 1   | GK   | アルゼンチン | マルコス・ペアノ           |
| 4   | DF   | アルゼンチン | ルーカス・ソウト           |
| 5   | MF   | アルゼンチン | ファクンド・グティエレス   |
| 6   | DF   | アルゼンチン | ナサレノ・コロンボ         |
| 7   | FW   | アルゼンチン | ルーカス・アルベルテンゴ   |
| 8   | DF   | アルゼンチン | フリアン・ロペス           |
| 9   | FW   | アルゼンチン | ニコラス・フェルナンデス   |
| 10  | FW   | アルゼンチン | クリスティアン・オルティス |
| 11  | FW   | アルゼンチン | ガストン・トグニ           |
| 13  | DF   | アルゼンチン | アレクシス・ソト           |
| 14  | DF   | アルゼンチン | ニコラス・トリピチオ       |
| 15  | MF   | アルゼンチン | ラウタロ・エスカランテ     |
| 17  | MF   | アルゼンチン | ガブリエル・アラニス       |

| No. | Pos. |              | 選手名                       |
| --- | ---- | ------------ | ---------------------------- |
| 18  | FW   | アルゼンチン | アンドレス・リオス           |
| 19  | MF   | ウルグアイ   | ファブリシオ・ドミンゲス     |
| 20  | MF   | アルゼンチン | ブライアン・クエージョ       |
| 21  | DF   | アルゼンチン | サンティアゴ・ラモス・ミンゴ |
| 22  | GK   | アルゼンチン | エセキエル・ウンサイン ()    |
| 25  | DF   | アルゼンチン | トマス・カルドナ             |
| 27  | DF   | アルゼンチン | ウーゴ・シルバ               |
| 29  | DF   | アルゼンチン | フランシスコ・ピッシーニ     |
| 31  | FW   | アルゼンチン | フェデリコ・ベルサシ         |
| 32  | FW   | アルゼンチン | アグスティン・フォンタナ     |
| 33  | MF   | アルゼンチン | トマス・ガルバン             |
| 35  | MF   | アルゼンチン | マキシミリアーノ・ルアイーサ |
| 36  | GK   | アルゼンチン | ラウタロ・アマデ             |

## 歴代監督
- リカルド・シエリンスキー (2002-2003)
- ホルヘ・ベルムデス (2010)
- ホルヘ・アルミロン (2012-2013)
- ディエゴ・コッカ (2013-2014)
- ホセ・オスカル・フローレス (2014-2015)
- アリエル・オラン (2015-2016)
- セバスティアン・ベカセッセ (2016-2017)
- ネルソン・ビバス (2017-2018)
- セバスティアン・ベカセッセ (2018-2019)
- マリアーノ・ソソ (2019-2020)
- エルナン・クレスポ (2020-2021)
- セバスティアン・ベカセッセ (2021-2022)